# Colombiaanse wolaap
De Colombiaanse wolaap (Lagothrix lagotricha lugens)  is een zoogdier uit de familie van de grijpstaartapen (Atelidae). De wetenschappelijke naam van de ondersoort werd voor het eerst geldig gepubliceerd door Daniel Giraud Elliot in 1907.

## Voorkomen
De ondersoort komt alleen voor in Colombia.